# 키스 자국

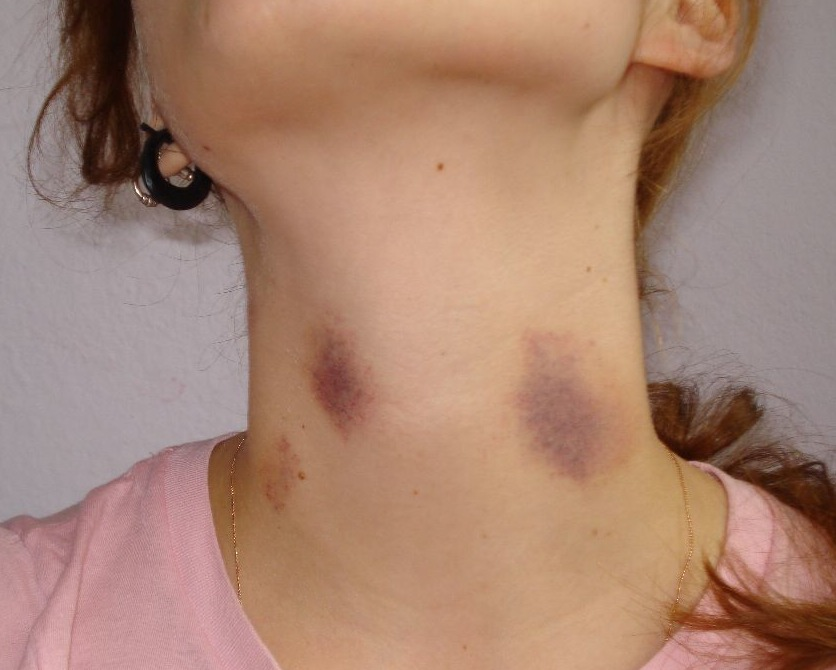
키스 자국

키스 자국(Hickey)는 키스를 해서 생긴 멍이다.
주로 목, 팔 또는 귓불에 키스하거나 피부를 빨아서 생기는 타박상 또는 타박상 같은 표시이다. 무는 것은 키스의 일부일 수 있지만 빠는 것은 피부 아래의 작은 표재성 혈관을 파열시키기에 충분하다.